# Dancu, Hîncești
Dancu este un sat din raionul Hîncești, Republica Moldova.

## Demografie

### Structura etnică
Structura etnică a localității conform recensământului populației din 2004:
| Grup etnic                                               | Populație | % Procentaj  |
| -------------------------------------------------------- | --------- | ------------ |
| Băștinași declarați Moldoveni Băștinași declarați Români | 1470 20   | 91,59% 1,25% |
| Ucraineni                                                | 110       | 6,85%        |
| Ruși                                                     | 4         | 0,25%        |
| Bulgari                                                  | 1         | 0,06%        |
| Total                                                    | 1605      |              |

## Administrație și politică
Componența Consiliului local Dancu (9 consilieri), ales la 5 noiembrie 2023, este următoarea:
|  | Partid                            | Consilieri | Componență | Componență | Componență | Componență | Componență |
|  | --------------------------------- | ---------- | ---------- | ---------- | ---------- | ---------- | ---------- |
|  | Partidul Social Democrat European | 5          |            |            |            |            |            |
|  | Partidul Acțiune și Solidaritate  | 4          |            |            |            |            |            |